# 호프스트라 대학교
호프스트라 대학교(Hofstra University)는 미국 뉴욕주 롱아일랜드에 위치한 사립 대학이다.
롱아일랜드 최대의 사립 대학교이다. 호스트파는 1935년에 뉴욕 대학교의 확장으로서 "Nassau College – Hofstra Memorial of New York University"라는 교명으로 시작했다. 1939년에 독립적인 호프스트라 칼리지가 되었으며 1963년에 대학교(university) 지위를 얻었다.